# Byrrhoidea
Byrrhoidea là một liên họ bọ cánh cứng bao gồm các họ sống trong nước hoặc sống liên quan đến môi trường nửa nước nửa khô.

## Hình ảnh

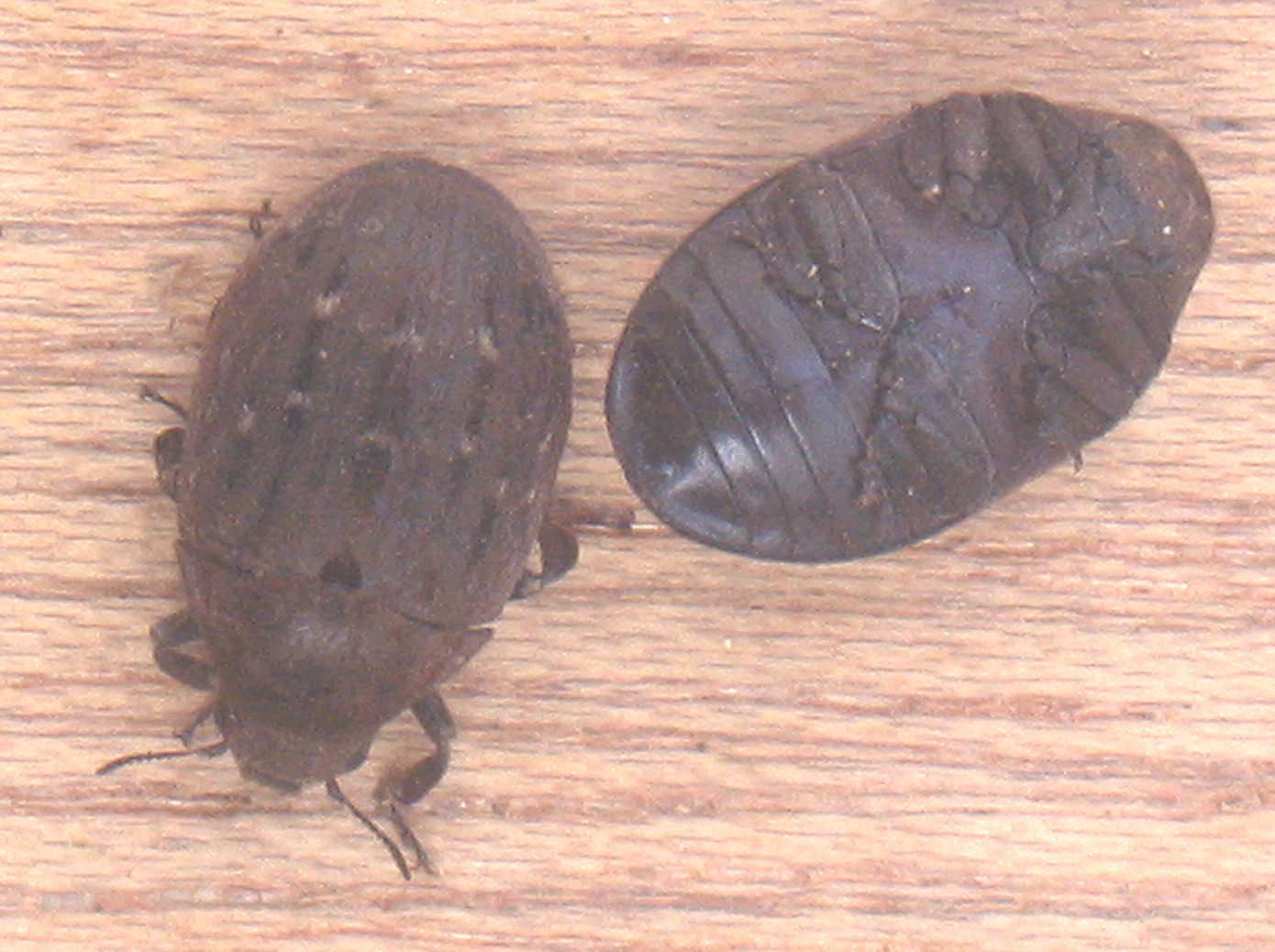
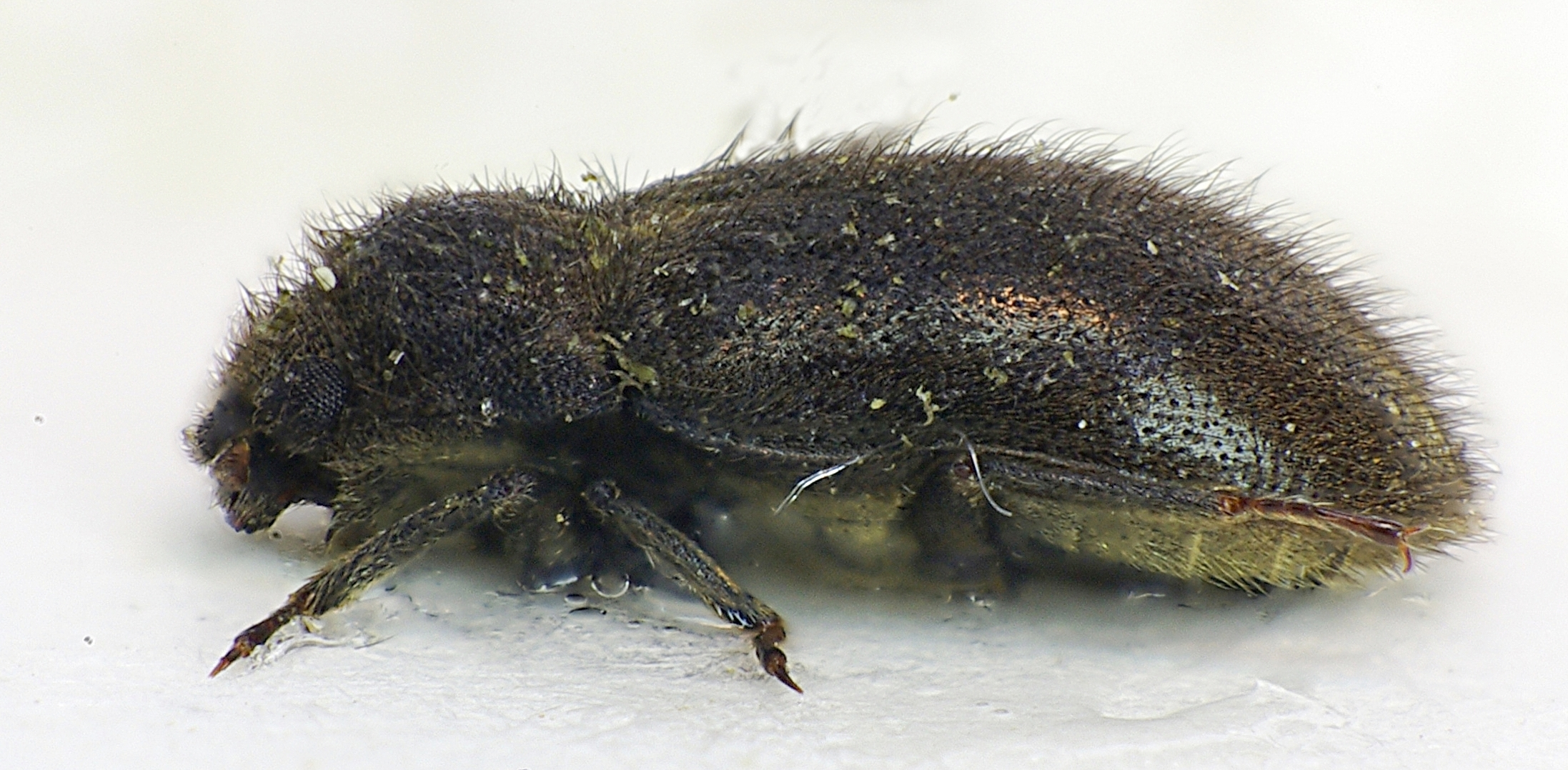
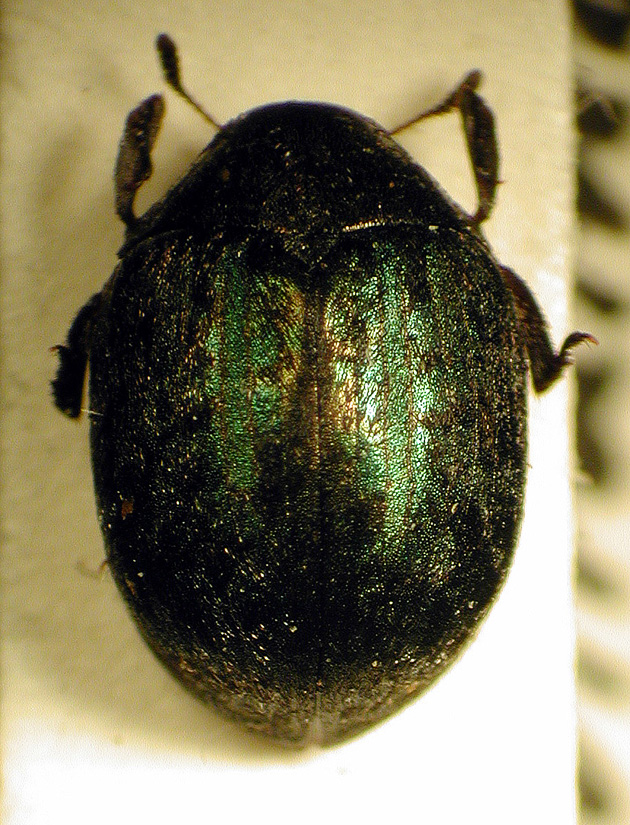
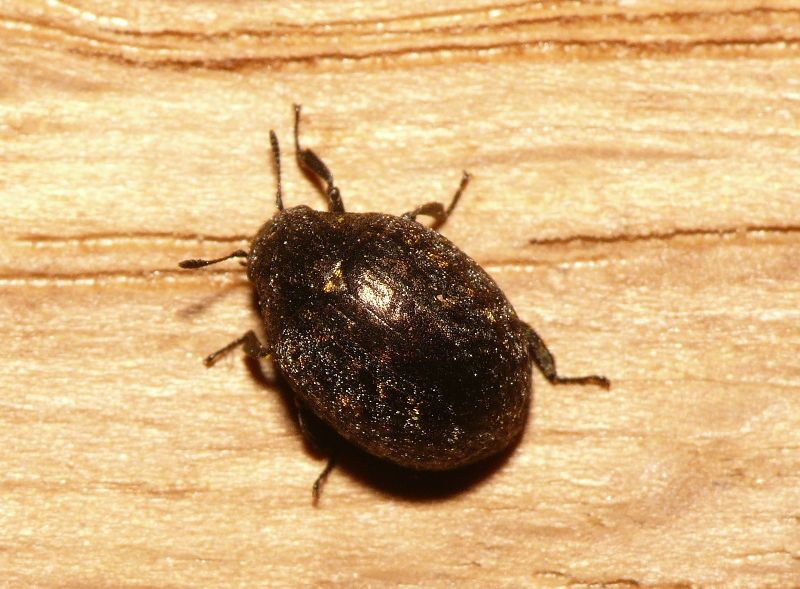